# ポール・マギー
ポール・"ディングス"・マギー（Paul "Dingus" Magee, 1948年1月30日 - ）は、アイルランド共和軍暫定派の構成員である。かつてベルファスト旅団に志願兵(Volunteer)として所属し、M60ギャングとして知られる小部隊に参加していた。

## M60ギャング
1948年、ベルファストのバリーマーフィ地区に生まれる。彼はベルファスト旅団の隊員となり、1971年には銃器所持の罪で懲役5年を受けている。ロング・ケシュに収監されている間、彼は収容所副官(camp adjutant)なる役職を務めていた。1970年代末から1980年代初頭にかけて、彼はジョー・ドハーティやアンジェロ・フスコを始めとする隊員4人による活動部隊(ASU)を編成し、彼らはM60機関銃を使用した事からM60ギャング(M60 gang)と通称された。1980年4月9日、M60ギャングはステワーツタウン通り(Stewartstown Road)にて王立アルスター警察隊(RUC)の部隊に対する待ちぶせ攻撃を図り、RUC隊員のうちウィリアム・マギル巡査(William Magill)を殺害、その他2名を負傷させた。5月2日、M60ギャングはさらなる攻撃を計画してアントリム通りの家屋に潜伏していたが、そこにRUCからの通報を受けたイギリス陸軍特殊空挺部隊(SAS)の隊員8名が到着した。SAS隊員のうち3人を乗せた車が家屋の裏手に、5人を乗せた車が正面についた。正面についた車からSAS隊員が降りるのを確認したM60ギャングは2階の窓からM60機関銃で銃撃を行い、SAS隊員の1人ハーバート・ウェストマコット大尉は頭部と肩に被弾して即死した。ウェストマコットは北アイルランド方面にて戦死したSAS隊員のうち最高階級の将校である。正面側のSAS隊員らは所持していたコルト・コマンドー突撃銃や短機関銃、ブローニングピストルなどで応戦した。その後、マギーは脱出用のトランジット・バンの準備の為に家の裏手に出たが、待機していたSAS隊員により逮捕された。残りの3人はその後もしばらく籠城を続けたが、治安部隊に増援が到着した後に投降した。

## 1981年の裁判、脱走
M60ギャング隊員の裁判は1981年5月初頭に始まり、彼らは3件の殺人を含む複数の起訴を受けた。6月10日、クラムリン通り刑務所にてマギー、ドハーティ、フスコらを始めとするIRA捕虜8人が銃を奪い刑務官を人質に取った。彼らはその刑務官を独房に閉じ込めた後、さらに8人の刑務官と訪問していた弁護士を人質にとり、彼らの衣服を奪ってから全員を独房へと閉じ込めた。捕虜8人のうち2人が刑務官の制服に、1人が弁護士の服に着替え、彼らは刑務所を出るまでに3つあるゲートのうち最初の1つに向かった。第1のゲートでは警備にあたっていた刑務官を銃で脅し、ゲートを開けるようにと強要した。第2のゲートでは異常に気づいた刑務官が事務所に走って警報ボタンを押したが、捕虜らはそのまま第2ゲートを走り抜けた。最後のゲートでは刑務官らが脱走を食い止めようとしたものの撃退され、捕虜らはついに刑務所からクラムリン通りに出た。捕虜らは回収の為の自動車2台が待っている駐車場へと向かったが、クラムリン通り裁判所方向から急行してきたRUCの車両と遭遇した。彼らはRUC隊員との銃撃戦を行いながら自動車に乗り込み、脱走を遂げた。脱走2日後、欠席裁判でマギーに対する有罪判決が下り、30年間仮釈放無しの終身刑が言い渡された。

## アイルランド共和国での投獄
その後、マギーは国境を超えてアイルランド共和国へと向かった。脱走から11日後、マギーはキルデア県ボーデンスタウンで開かれていたウルフ・トーン将軍の記念式典に姿を表した。アイルランド陸軍およびアイルランド警察特別捜査班はすぐに彼の逮捕を試みたが、群衆から投石を受け、道も塞がれていた為に逃げられてしまった。1982年1月、マギーはフスコと共に逮捕され、脱走について10年の懲役が宣告された。釈放が迫る1989年、マギーは自身を北アイルランドへ送還させない為の法廷闘争を始めた。1991年10月、ダブリンの最高裁はウェストマコット大尉殺害についての懲役を改めて果たすべくマギーを北アイルランドに送り返そうとした。ところが彼は保釈中に脱走して行方をくらまし、改めて逮捕状が発行された。

## イングランドでの活動
イングランドに逃れたマギーは、再びIRAの活動部隊に所属した。1991年6月7日、マギーとIRAメンバーのマイケル・オブライエン(Michael O'Brien)は、ヨークからタッドカスターまでを結ぶA64道路を移動中、警察に停車させられた。マギーとオブライエンを尋問した警官らは非武装で、2人を不審に思った為に増援を要請した。しかし、マギーは警官のうちグレン・グッドマン巡査（Glenn Goodman）を銃撃した上、他の警官にも銃撃を加えた。グッドマンは病院搬送後に死亡した。4度撃たれたケリー巡査は、5発目の銃弾が無線機に当って身体から逸れた為に死を免れ、そのままIRAメンバーから離れようと試みた。そして別の警察車両がマギーらの車を追跡していたが、バートン・サーモン付近で銃撃戦が始まった。警察側にさらなる増援が到着すると、マギーとオブライエンは車を捨てて逃亡した。その後、100名を超える武装警官が投入され、周辺の森林や農地での捜索が始まった。2人は4日間ほど排水渠に潜んで捜索を逃れていたが、ポンテフラクトにて別件の捜索活動を行っていた警察により逮捕された。

## イングランドでの投獄
1993年3月31日、マギーはグッドマン巡査殺害とその他の警官3名に対する殺害未遂について有罪となり、終身刑が宣告された。また、オブライエンは殺人未遂について懲役18年が宣告された。1994年9月9日、マギーはダニー・マクナミーら5人の囚人と共にホワイトムーア刑務所を脱獄した。脱獄囚らは密かに刑務所内に持ち込まれていた銃2丁で武装し、結んだシーツを使って壁を超えたのである。彼らは看守1名を銃撃して負傷させた後に脱走を図ったが、警察および看守らとの追跡劇の末に全員が逮捕された。1996年マギーはベルマーシュ刑務所における、いわゆる不潔闘争に参加した。また、シン・フェイン党が「悪しき政権は肉体的にも精神的にも囚人を傷つけている」という理由で英国政府を避難していたこともあり、2年間にわたって妻や子供たちとの面会を拒否し続けていた。1997年1月、マギーを含むホワイトムーア刑務所からの脱走者6名は脱走に関する第二審の裁判にかけられた。本来は4ヶ月前の第一審で裁かれるはずだったが、審議に偏見が含まれているとの申し立てによって停止していたのである。被告側弁護人は新聞『イブニング・スタンダード』紙がマギーおよびその他2人の被告の顔写真を「テロリスト」（terrorists）という言葉と共に掲載した為、裁判の中で被告の前科や背景にまで言及するべきでないとされているにもかかわらず、この裁判に偏見による影響を与えたのだと主張した。裁判官は被告に不利な証拠が非常に強力であると認めつつも訴えを棄却し、「これはこの状況に対して私が行使しうる唯一の手段である。被告らは皆と同じ法のもとにある。彼らはそれらを行う権利を有していた」と述べた。

## 身柄引き渡し
1998年5月5日、マギーはリーアム・クインやバルクーム・ストリート・ギャングのメンバーと共に、ポートレーイシュ刑務所にて残りの刑期に服するべくアイルランド共和国へと送還された。1999年末、ベルファスト合意の元で釈放され、トラリーに暮らしていた家族の元へ向かった。2000年3月8日、マギーは1991年に発行されたまま未処理となっていた最高裁引渡令状の元で逮捕され、マウントジョイ刑務所ヘ送られた。彼はすぐに法的な異議申立てを行い、ダブリン高等裁判所は逮捕翌日にマギーの保釈を認めた。2000年11月、アイルランド政府は高等裁判所に対して、彼を北アイルランドに送還する為の追求をもはや必要としない旨を通達した。これは当時北アイルランド大臣だったピーター・マンデルソンが、ベルファスト合意の元で早期釈放の資格を得た者をさらに追求するべきではないという声明を発表した為である。2000年12月、マギーとその他3人のIRAメンバー（内2人はM60ギャング隊員）が「国王大権による恩赦」（Royal Prerogative of Mercy）を受けた上で北アイルランドへと帰国した。
現在、ポール・マギーはトラリーに在住し、ドッグレース向けのグレイハウンドのトレーナーとして暮らしているという。